# Charitas (Roosendaal)
Charitas was een ziekenhuis aan de Kalsdonksestraat te Roosendaal. Dit ziekenhuis werd gebouwd nadat het gasthuis bij de Sint-Janskerk (Roosendaal) aan de Nieuwstraat te klein was geworden.

## Geschiedenis
Omdat het gasthuis te klein werd aan het einde van de negentiende eeuw kocht Moeder Josephine, overste van de Congregatie der Gasthuiszusters van Roosendaal, een stuk grond bij de Kalsdonkse korenmolen. Op 13 juli 1903 besloot men een nieuw ziekenhuis te bouwen. Omdat de financiële middelen en het aantal zusters van de Roosendaalse congregatie beperkt was besloot bisschop Leyten tot een fusie van de zusters van Roosendaal met de Franciscanessen van Steenbergen.
De bouw van het ziekenhuis is in drie fasen voltooid: 1e fase 22 mei 1905, 2e fase 1908 (uitbreiding) en 3e fase (kapel) in 1912. Het ziekenhuis kende twee afdelingen: een pensionafdeling en een ziekenafdeling. De architecten waren Jacques van Groenendael (1e fase), Adriaan de Bruijn (2e fase) en Joseph Cuypers (3e fase).
Zowel het stichtingsbestuur als het personeel bestond uitsluitend uit religieuzen. Op 22 mei 1905 werkten 20 zusters uit Steenbergen in het ziekenhuis. 16 augustus 1905 werden daar de Roosendaalse zusters aan toegevoegd. Een huisarts (tevens gemeentearts) verzorgde tot 1937 de medische begeleiding. Medisch specialisten uit het Ignatius Ziekenhuis van Breda leverde de medisch specialisten. In 1939 kwam de eerste chirurg, in 1942 de eerste internist.
In 1954 was het ziekenhuis gegroeid naar in totaal 254 bedden in de ziekenafdeling en 160 bejaarden in het pension. Het personeel bestond uit 120 zusters, 40 lekenzusters en 20 overige medewerkers. Omdat de huisvesting te klein werd besloot men in 1951 een onderzoek in te stellen. Dit onderzoek leidde tot vier rapporten met de uiteindelijke conclusie dat in Roosendaal een ziekenhuis gebouwd moest worden waarvan de bouw- en exploitatiekosten geraamd werden op respectievelijk 8.900.000 gulden en 1.990.710 gulden per jaar. Doordat de financiële middelen van de congregatie beperkt waren en het aantal religieuze verpleegkundigen afnam door toegenomen secularisatie besloot Bisschop Baeten de ziekenhuiszorg over te dragen aan de gemeente Roosendaal. Deze overdracht leidde in de gemeente Roosendaal tot het besluit het Franciscus Ziekenhuis te bouwen.
Het gebouw kreeg later de functie van verpleeghuis. In 1997 werd het grootste gedeelte afgebroken om plaats te maken voor nieuwbouw. Alleen de oorspronkelijke kapel bleef behouden. Op de huidige locatie staat een verpleeghuis van "Stichting Groenhuysen".